# Natal, Rio Grande do Norte
Natal  este capitala și cel mai mare oraș din statul Rio Grande do Norte (RN), din nord-estul Braziliei. În 2013, IBGE estima că are o populație de 853.929 de locuitori.

## Climă
| Date climatice pentru Natal       | Date climatice pentru Natal | Date climatice pentru Natal | Date climatice pentru Natal | Date climatice pentru Natal | Date climatice pentru Natal | Date climatice pentru Natal | Date climatice pentru Natal | Date climatice pentru Natal | Date climatice pentru Natal | Date climatice pentru Natal | Date climatice pentru Natal | Date climatice pentru Natal | Date climatice pentru Natal |
| Luna                              | Ian                         | Feb                         | Mar                         | Apr                         | Mai                         | Iun                         | Iul                         | Aug                         | Sep                         | Oct                         | Nov                         | Dec                         | Anual                       |
| --------------------------------- | --------------------------- | --------------------------- | --------------------------- | --------------------------- | --------------------------- | --------------------------- | --------------------------- | --------------------------- | --------------------------- | --------------------------- | --------------------------- | --------------------------- | --------------------------- |
| Maxima medie °C (°F)              | 31 (88)                     | 31 (88)                     | 31 (88)                     | 30 (86)                     | 30 (86)                     | 28 (82)                     | 28 (82)                     | 28 (82)                     | 29 (84)                     | 30 (86)                     | 30 (86)                     | 30 (86)                     | 30 (86)                     |
| Media zilnică °C (°F)             | 27 (81)                     | 27 (81)                     | 27 (81)                     | 27 (81)                     | 26 (79)                     | 26 (79)                     | 25 (77)                     | 25 (77)                     | 26 (79)                     | 26 (79)                     | 27 (81)                     | 27 (81)                     | 26 (79)                     |
| Minima medie °C (°F)              | 24 (75)                     | 23 (73)                     | 23 (73)                     | 22 (72)                     | 21 (70)                     | 21 (70)                     | 19 (66)                     | 20 (68)                     | 21 (70)                     | 22 (72)                     | 23 (73)                     | 24 (75)                     | 22 (72)                     |
| Minima istorică °C (°F)           | 20 (68)                     | 20 (68)                     | 17 (63)                     | 16 (61)                     | 17 (63)                     | 15 (59)                     | 15 (59)                     | 14 (57)                     | 17 (63)                     | 17 (63)                     | 18 (64)                     | 19 (66)                     | 14 (57)                     |
| Ploaie cm (inches)                | 5 (2)                       | 12 (4.7)                    | 18 (7.1)                    | 25 (9.8)                    | 19 (7.5)                    | 21 (8.3)                    | 19 (7.5)                    | 9 (3.5)                     | 6 (2.4)                     | 2 (0.8)                     | 2 (0.8)                     | 2 (0.8)                     | 140 (55,1)                  |
| Ore însorite                      | 273.5                       | 233.2                       | 230.6                       | 204.7                       | 210.8                       | 195.5                       | 217.1                       | 245.7                       | 261.7                       | 297.2                       | 290.7                       | 295.9                       | 2.956,6                     |
| Sursa nr. 1: Weatherbase          |                             |                             |                             |                             |                             |                             |                             |                             |                             |                             |                             |                             |                             |
| Sursa nr. 2: Meteorologia e Clima |                             |                             |                             |                             |                             |                             |                             |                             |                             |                             |                             |                             |                             |

## Demografie
Evoluția demografică a orașului Natal (1872-2010)